# Abacetus bicolor
Abacetus bicolor es una especie de escarabajo terrestre de la subfamilia Pterostichinae.  Fue descrito por Straneo en 1971. 